# Хедбэнгинг
Хедбэнгинг (также хедбэнинг, хедбэн, глагол — хедбэнить) — сильная тряска головой в такт музыке, как правило популярен на концертах тяжёлой музыки.

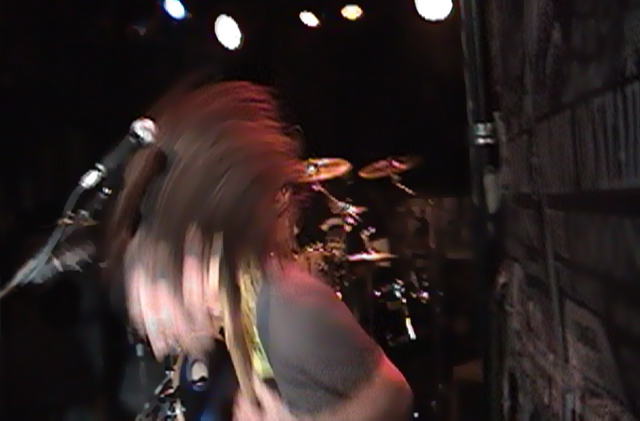
Dave Tyo из Bipolar демонстрирует технику «мельница» на CBGB в Нью-Йорке.

## Происхождение
Термин «хедбэнгер» появился во время первого тура группы Led Zeppelin по США в 1968 г. Во время концерта в клубе Boston Tea Party, зрители в первом ряду махали головами в такт музыке прямо перед сценой.
Лемми из группы Motörhead, однако, сказал в интервью к документальном фильму The Decline of Western Civilization II: The Metal Years, что термин «Хедбэнгер» мог произойти от названия группы, как в слове «Motorheadbanger».

## Случаи травм
Нередки случаи получения травмы шеи во время хедбэнгинга. Обычно это боли в шее на следующий день, продолжающиеся некоторое время, но иногда случаются и довольно серьёзные травмы, с постоянной болью и ограничением движения головы. Также бывают головные боли и кровь из носа в результате особо активного хедбэнгинга. Исследования на эту тему проводили австралийские учёные Эндрю Макинтош (Andrew McIntosh) и Деклан Паттон (Declan Patton) из университета Нового Южного Уэльса. Результаты изысканий они опубликовали в «British Medical Journal» 
В 2005 году, Терри Бальзамо, гитарист из группы Evanescence, получил инсульт, в результате чего была парализована левая часть его тела. По словам врачей, это произошло из-за травмы его шеи, образовавшейся из-за постоянного хедбэнгинга.
В 2010 году, Том Арайа, бас-гитарист и вокалист группы Slayer, из-за многолетнего хэдбенгинга перенёс операцию на позвоночнике.
В сентябре 2011 года, лидер группы Megadeth, Дэйв Мастейн, получил травму и перенёс операцию на позвоночнике.

В июне 2016 года, фронтмен группы Slipknot, Кори Тейлор перенёс операцию на шее после концерта.

## Стили
Существует множество разных стилей хедбэнгинга, включая:
- Вверх-вниз: самый распространённый стиль, который проявляется в махании головой вверх и вниз. Этот стиль продемонстрирован в кульминации сцены «Bohemian Rhapsody» фильма Мир Уэйна. Он также часто используется героями мультфильмов Beavis and Butt-head.
- По кругу: круговые движения головой. Этот стиль также известен под названиями Ветряная мельница и Вертолёт. Его использовали Иэн Гиллан и Роджер Гловер из Deep Purple, Блэки Лолесс из W.A.S.P. и Джордж «Corpsegrinder» Фишер из Cannibal Corpse, Даймбэг Даррелл из Pantera. Сейчас его используют члены таких групп, как Rammstein, Slipknot, Meshuggah, In Flames, басист группы Voivod Джейсон Ньюстед (бывший член группы Metallica), Брайан Фэр из Shadows Fall, Кори Больё из Trivium, Мэттью Так из Bullet For My Valentine, Джордан Мансино из As I Lay Dying, Джозеф Бендер, Джейкоб Клемп и Дамьен Ричардсон из Indecent Exposure, бывший гитарист группы Cradle of Filth Джеймс Макилрой (который прославился тем, что делал это быстрее всех), гитарист Cradle of Filth Чарльз Хеджер, басист Catacomb Маркус Хатченс, Джеймс Хэтфилд (когда у него были длинные волосы) и др. Некоторые группы также практикуют синхронную ветряную мельницу (одновременное совершение хедбэнгинга), среди них Amon Amarth (четыре члена которой делают это вместе одновременно), Behemoth, Dethklok, Devildriver, басист Ensiferum Сами Хинкка и участники группы Apocalyptica Эйкка Топпинен и Пертту Кивилааксо, Amorphis, Illidiance (актуален, если имеются длинные волосы), среди русских исполнителей известны своими «мельницами» Alkonost.
- Хлыст: Метод, похожий на мельницу. Во время кругового движения, хедбэнгер замедляется с одной стороны, и ускоряется с другой. Часто используется гитаристом Ensiferum Петри Линдроос и экс-вокалистом Moi dix Mois Хироки Фюдзимото.
- Пьяный стиль: форма хедбэнгинга в случайных направлениях, как будто человек пьян. Этот стиль часто используется Сидом Уилсоном из группы Slipknot
- Полукругом или V : дёргание головой из стороны в сторону по дуге, маятниковое движение головой вниз из стороны к середине тела и вверх из середины в сторону. Этот стиль часто использовался Томом Арая из Slayer, членами Blind Guardian, Ensiferum (в особенности Мейю Энхо), Олави Микконеном из Amon Amarth, бывшей вокалисткой Nightwish Тарьей Турунен, Симоной Симонс из Epica, вокалисткой группы Delain Шарлоттой Весселс и гитаристами Sabaton.
- Цифрой восемь: движение головой, описывающее цифру восемь. Это редкое движение используется ведущим вокалистом Unearth Тревором Фиппсом, его можно наблюдать в их клипе «This Glorious Nightmare».
- Из стороны в сторону: дёргание головой из стороны в сторону, хлыстая волосами. Этот стиль использовался Уэйном Статиком из Static-X, Алекси Лайхо из Children of Bodom, Джеймсом Рутом из Slipknot (во время моментов «усиления» песни), Юдзи Камидзё из Versailles Philharmonic Quintet, Мартином Мендесом из Opeth, Шаво Одаджяном из System of a Down, M. Shadows из Avenged Sevenfold, и басистом Metallica Робертом Трухильо. Из стороны в сторону также известен под названием «битьё нет-нет» (махание головой в знак несогласия/нет).
- Травма шеи: чрезвычайно интенсивная форма традиционного стиля «вверх-вниз», характеризующая тем, что волосы хедбэнгера дёргаются так быстро, что закрывают его лицо. Этот стиль использовался Миком Томсоном из Slipknot, лидером групп Sepultura и Soulfly Максом Кавалерой и использовалась бывшим басистом Metallica Клиффом Бёртоном и певцом Michael Maloney из Concrete Lip .
- Два вверх, два вниз: Похожий по стилю на травму шеи, но вместо движения вверхи и вниз в ритм, хедбэнгер выполняет два биения 'вниз' и два 'вверх'. Это попытка точно сымитировать движения Ангуса Янга, который как будто 'понижался' при каждом ритм-ударе. Если исполнять это правильно, пятка выставленной назад ноги приподнимается при каждом ходе головы вниз, а пятка передней ноги приподнимается при каждом ходе головы вверх.
- Все вон: Стиль придуманный Сидом Уилсоном из Slipknot. Падение на землю в упор лёжа, упираясь в землю руками, и мощное дёргание головой между руками. Также можно держаться за столы или другие фиксированные объекты, так как движения головой настолько сильны что могут вывести из равновесия. Vaughan Cook и Сид Уилсон из Slipknot часто показывают этот стиль хедбэнгинга во время живых выступлений.
- Ось: антисоциальная форма хедбэнгинга, когда хедбэнгер сильно наклоняется вперёд-назад, изгибаясь в талии, часто ударяя головой людей перед ним и в более экстремальных случаях за ним.
- Молоток: форма хедбэнгинга, исполняемая Тиллем Линдеманном из Rammstein, Йоакимом Броденом из Sabaton и Маттиасом Нюгардом из Turisas. Осуществляется в полуприсяде, вес тела смещается на одну ногу (обычно правую), в такт барабанным ударам наносятся удары правым кулаком по правому колену и совершаются движения головой слева направо с отмахом. Данный вид хедбэнгинга особенно зрелищно выглядит во время исполнения песен с маршевым темпом. Как вариант — в полуприсяде вес тела не смещается, ударов кулаком не производится, махи головой совершаются не в горизонтальной плоскости, а в вертикальной (вверх-вниз).
- Улёт: Когда несколько членов группы (особенно гитаристы, если их двое) совершают хедбэнгинг одновременно в интенсивных поклонах «вниз и назад» во время усиленной части песни. Korn были особо известны этим во время представлений песни «Blind». Этот стиль также использовали Sleeping With Sirens в песне «If You Can’t Hang»
- Незаметный: вариант исполнения «вверх-вниз», когда движения хедбэнгера короткие и едва заметные, но всё-таки различимые. Этот стиль хедбэнгинга используется Керри Кингом из Slayer, бывшим гитаристом Opeth Питером Линдгреном, и Дэйвом Мастейном из Megadeth.
- Всем телом: также известен как «бодибэнг», это вариант «вверх-вниз», когда исполняющий наклоняет свою голову почти до колен, возвращает назад, делает обычное трясение и опять наклоняет до колен резким движением, часто использовался Йенсом Кидманом из Meshuggah, Jason Peppiatt, вокалистом Psycroptic, Тимом Ламбезисом, вокалистом As I Lay Dying, и Джонатаном Дэвисом, вокалистом из Korn.
- Галоп: также известен как «пропуск». Вариант стиля «вверх-вниз», когда исполняющий дёргает головой вниз, затем двигает тело назад и слегка кивает по нисходящей, потом повторяет. Использовался группой Our Last Night в песне «The Devil Inside You»
- В пол-тела: Стиль, похожий на «Всем телом», в пол-тела — это необычный вариант «вверх-вниз», когда исполняющий держит голову прямо, но сгибается в бёдрах, как правило с каждым ударом песни. Обычно исполняющий сгибается только на 45 градусов, чтобы удержать равновесие. Этот стиль хедбэнгинга можно увидеть в исполнении тандема Джеймса Рута и Пола Грея из Slipknot, на их живом выступлении в клипе Rollerball. Возможно, этот стиль был придуман гитаристами, которые считали традиционный хедбэнгинг слишком бешеным. Этот стиль хедбэнгинга используется в клипе Family Force 5 на песню Love Addict.
- Жрец, или Транс: исполняется стоя на коленях, движения головой могут быть любые. Обязательно использование «козы».
- Эддивэддэринг: Редкая форма хедбэнгинга, исполняемая Эдди Вэдэром из Pearl Jam. Осуществляется стоя, с опущенной на 90 градусов вперёд, головой. При этом голова вращается по оси слева на право в темп музыки, либо с опережением. Движения должны быть быстрыми, но не размашистыми, напоминая стряхивание инородных элементов с поверхности головы. Обязательно наличие длинных вьющихся волос, желательно образца причёски Эдди Вэдэра периода 1994 года.

Разные стили часто смешаны друг с другом в соответствии со вкусом, темпом и агрессивностью музыки. Они также могут исполняться с закрытыми глазами и/или жестами руками, такими как «рокерская коза», а также с пением, криками, и повторением текста губами.